# Angles, Vendée

Angles este o comună în departamentul Vendée, Franța. În 2009 avea o populație de 2,329 de locuitori.